# Station Wespelaar-Tildonk

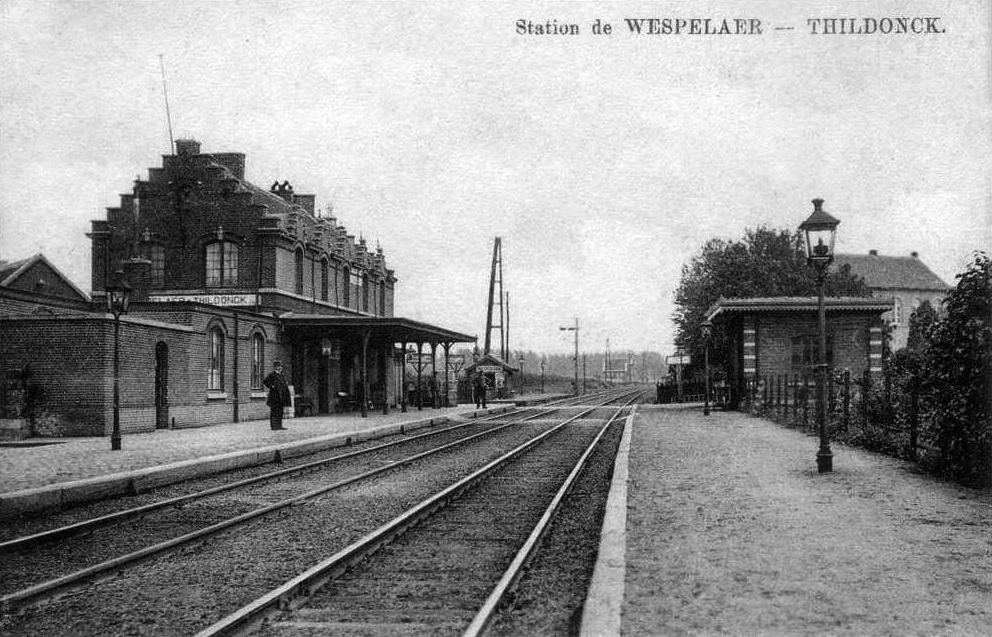
Het station in 1900

Station Wespelaar-Tildonk is een spoorwegstation in Wespelaar, een deelgemeente van Haacht, op spoorlijn 53 (Schellebelle - Mechelen - Leuven). Het is een station zonder loketten, vroeger was er echter wel een stationsgebouw en was er zelfs een wijkspoor voor goederentreinen. Wespelaar-Tildonk ligt aan de steenweg naar Tildonk.
Aan beide kanten van de spoorweg zijn er overdekte fietsenstallingen. Die werden in 2014-2015 vernieuwd en uitgebreid; sindsdien is er plaats voor 140 fietsen aan perron 1 (noordkant) en 56 fietsen aan perron 2 (zuidkant).

## Geschiedenis
Het station opende op 10 september 1837. Bij de opening heette het station Wespelaar, maar dit werd veranderd op 11 juni 1908 in Wespelaer-Thildonck. De spelling van het station is nog 1 keer verander op 1 februari 1938 naar de huidige naam Wespelaar-Tildonk. Deze naam is gekozen omdat Wespelaar vroeger 2 stations had: Wespelaar-Tildonk en Wespelaar-Heike (lag aan de Heikestraat, waar nu een tractie-onderstation gelegen is).

## Treindienst
| Serie       | Treinsoort          | Route                                                                        | Bijzonderheden                                                               |
| ----------- | ------------------- | ---------------------------------------------------------------------------- | ---------------------------------------------------------------------------- |
| IC 21       | Intercity (NMBS)    | Gent-Sint-Pieters – Mechelen – Wespelaar-Tildonk – Leuven                    | Rijdt in het weekend Mechelen - Leuven.                                      |
| L 2750      | L-trein (NMBS)      | Leuven – Wespelaar-Tildonk – Mechelen – Sint-Niklaas                         | Rijdt in het weekend enkel tussen Mechelen en Sint-Niklaas.                  |
| P 7090/8090 | Piekuurtrein (NMBS) | [ Sint-Niklaas – ] / [ Dendermonde – ] Mechelen – Wespelaar-Tildonk – Leuven | Rijdt alleen op werkdagen. Een trein van Dendermonde naar Gent-Sint-Pieters. |
| P 7390/8390 | Piekuurtrein (NMBS) | [ Sint-Niklaas – ] / [ Dendermonde – ] Mechelen – Wespelaar-Tildonk – Leuven | Rijdt alleen op werkdagen.                                                   |

### Weekend
| Treintype | Verbinding                 | Dienstregeling |
| --------- | -------------------------- | -------------- |
| IC 21     | Mechelen - Haacht - Leuven | 1x/u           |

## Galerij

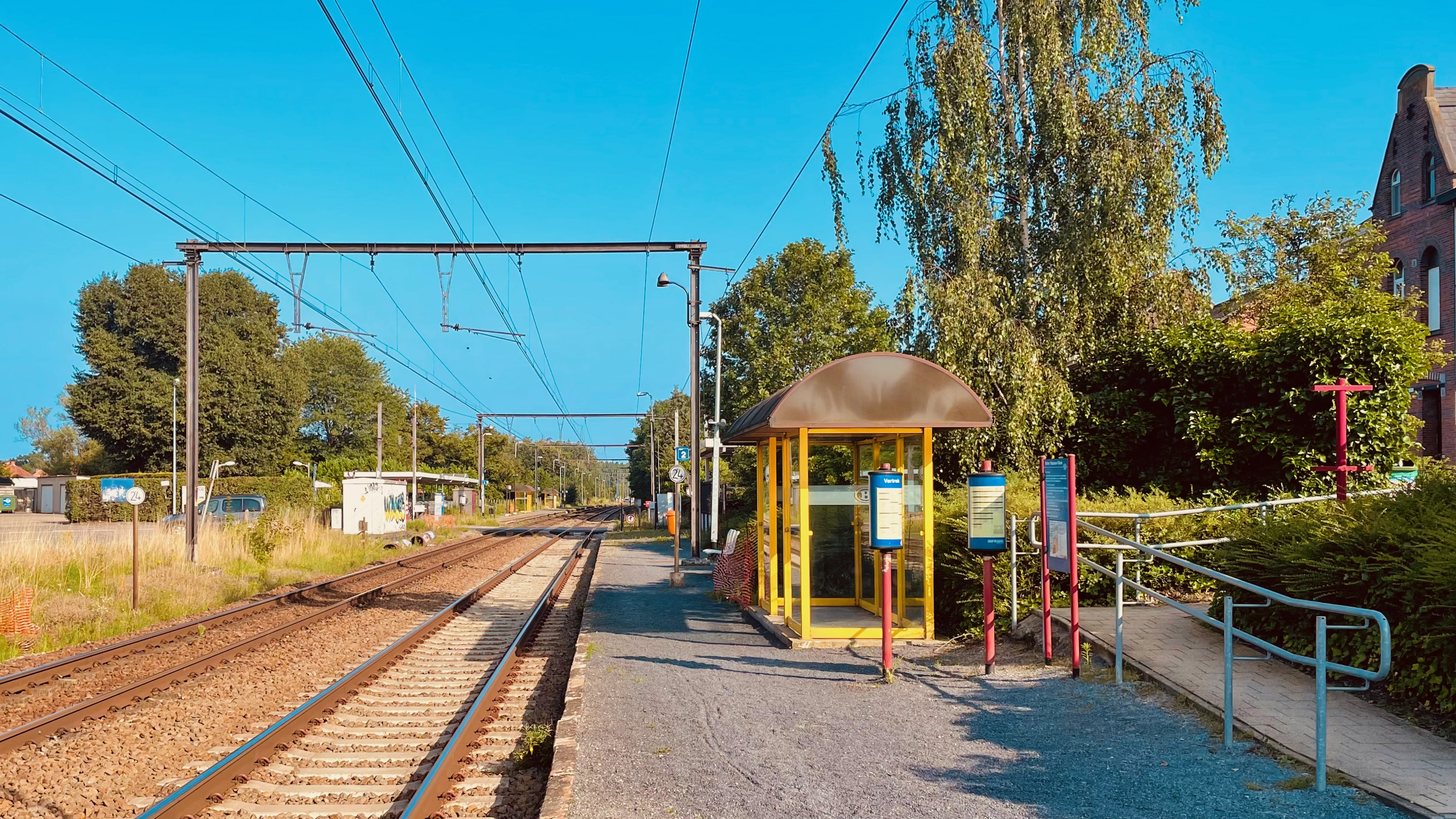
Zicht op het perron
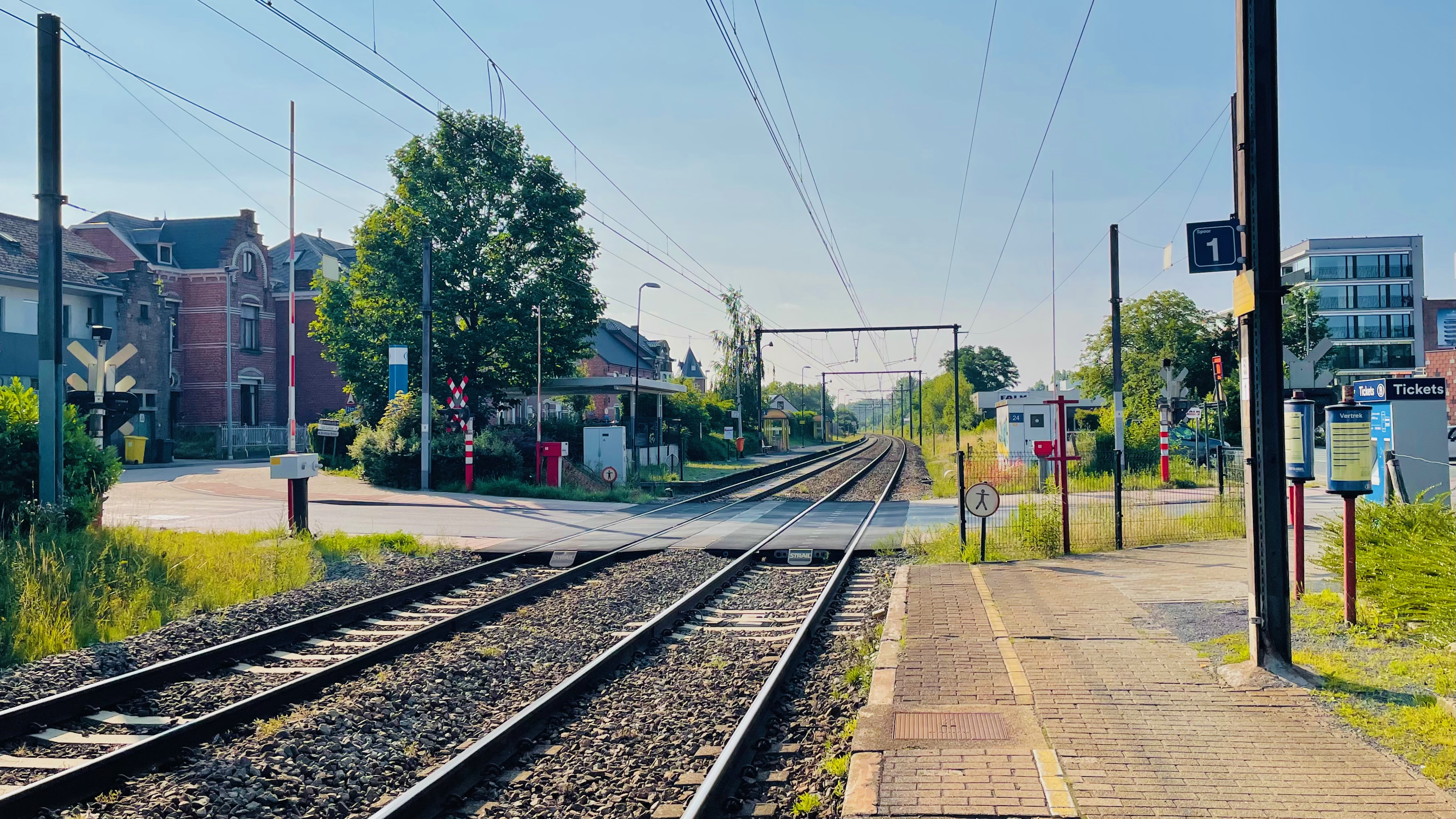
Overweg aan het station
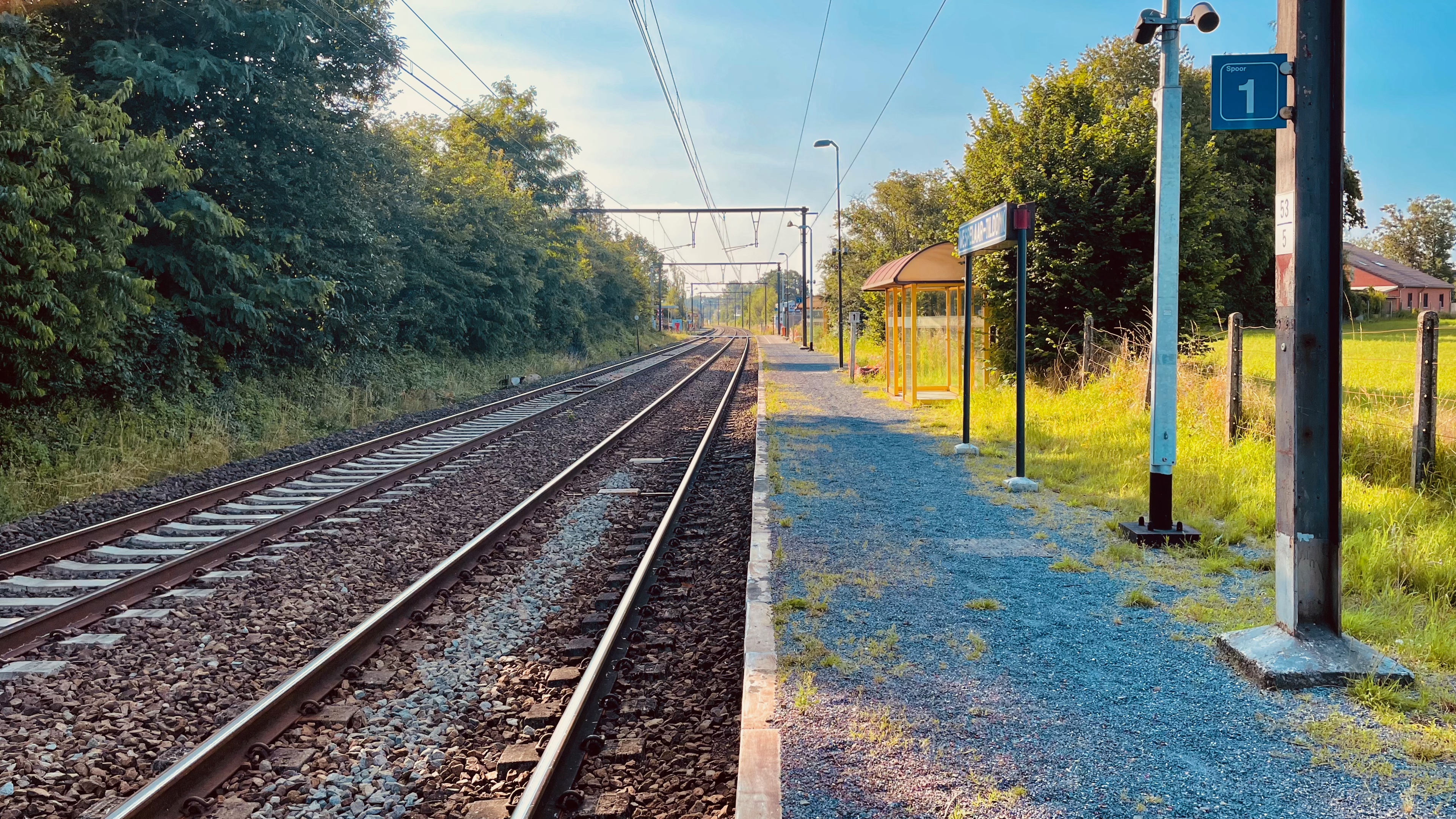
De sporen aan perron 1

## Reizigerstellingen
De grafiek en tabel geven het gemiddeld aantal instappende reizigers weer op een week-, zater- en zondag.
| Tabel: aantal instappende reizigers station Wespelaar-Tildonk | Tabel: aantal instappende reizigers station Wespelaar-Tildonk | Tabel: aantal instappende reizigers station Wespelaar-Tildonk | Tabel: aantal instappende reizigers station Wespelaar-Tildonk |
|                                                               | Weekdag                                                       | Zaterdag                                                      | Zondag                                                        |
| ------------------------------------------------------------- | ------------------------------------------------------------- | ------------------------------------------------------------- | ------------------------------------------------------------- |
| 1977                                                          | 296                                                           | 50                                                            | 24                                                            |
| 1978                                                          | 311                                                           | 41                                                            | 17                                                            |
| 1979                                                          | 327                                                           | 61                                                            | 19                                                            |
| 1980                                                          | 336                                                           | 26                                                            | 22                                                            |
| 1981                                                          | 329                                                           | 44                                                            | 20                                                            |
| 1982                                                          | 336                                                           | 35                                                            | 27                                                            |
| 1983                                                          | 212                                                           | 39                                                            | 22                                                            |
| 1984                                                          | 273                                                           | 35                                                            | 27                                                            |
| 1985                                                          | 303                                                           | 48                                                            | 39                                                            |
| 1986                                                          | 178                                                           | 27                                                            | 28                                                            |
| 1987                                                          | 225                                                           | 39                                                            | 33                                                            |
| 1988                                                          | 255                                                           | 31                                                            | 27                                                            |
| 1989                                                          | 209                                                           | 41                                                            | 21                                                            |
| 1990                                                          | 251                                                           | 34                                                            | 24                                                            |
| 1991                                                          | 232                                                           | 31                                                            | 31                                                            |
| 1992                                                          | 255                                                           | 34                                                            | 24                                                            |
| 1993                                                          | 226                                                           | 33                                                            | 19                                                            |
| 1994                                                          | 297                                                           | -                                                             | -                                                             |
| 1995                                                          | 279                                                           | -                                                             | -                                                             |
| 1996                                                          | 289                                                           | -                                                             | -                                                             |
| 1997                                                          | 274                                                           | -                                                             | -                                                             |
| 1998                                                          | 271                                                           | -                                                             | -                                                             |
| 1999                                                          | 251                                                           | -                                                             | -                                                             |
| 2000                                                          | 277                                                           | -                                                             | -                                                             |
| 2001                                                          | 259                                                           | -                                                             | -                                                             |
| 2002                                                          | 227                                                           | -                                                             | -                                                             |
| 2003                                                          | 203                                                           | -                                                             | -                                                             |
| 2004                                                          | 210                                                           | -                                                             | -                                                             |
| 2005                                                          | 251                                                           | 46                                                            | 44                                                            |
| 2006                                                          | 261                                                           | 84                                                            | 154                                                           |
| 2007                                                          | 290                                                           | 98                                                            | 98                                                            |
| 2008                                                          | -                                                             | -                                                             | -                                                             |
| 2009                                                          | 392                                                           | 62                                                            | 62                                                            |
| 2010                                                          | -                                                             | -                                                             | -                                                             |
| 2011                                                          | -                                                             | -                                                             | -                                                             |
| 2012                                                          | 454                                                           | 119                                                           | 90                                                            |
| 2013                                                          | 432                                                           | 118                                                           | 89                                                            |
| 2014                                                          | 490                                                           | 109                                                           | 98                                                            |
| 2015                                                          | 429                                                           | 76                                                            | 85                                                            |
| 2016                                                          | 434                                                           | -                                                             | 26                                                            |
| 2017                                                          | 465                                                           | 103                                                           | 100                                                           |
| 2018                                                          | 467                                                           | 124                                                           | 109                                                           |
| 2019                                                          | 526                                                           | 151                                                           | 146                                                           |
| 2020                                                          | 295                                                           | 49                                                            | 45                                                            |
| 2021                                                          | -                                                             | -                                                             | -                                                             |
| 2022                                                          | 499                                                           | 100                                                           | 126                                                           |
| 2023                                                          | 497                                                           | 125                                                           | 143                                                           |
| 2024                                                          | 449                                                           | 117                                                           | 130                                                           |

0,0: Schellebelle ·
2,8: Wichelen ·
5,8: Schoonaarde ·
9,7: Oudegem ·
12,5: Dendermonde ·
16,2: Baasrode-Zuid ·
18,2: Koude Haard ·
19,6: Buggenhout ·
21,6: Malderen ·
23,3: Molenheide ·
26,4: Londerzeel ·
28,2: Londerzeel-Oost ·
29,0: Ramsdonk ·
31,0: Kapelle-op-den-Bos ·
34,9: Heike ·
36,6: Hombeek ·
38,8: Brusselsesteenweg ·
39,6: Mechelen ·
42,6: Muizen ·
44,5: Hever ·
46,2: Biststraat ·
48,1: Boortmeerbeek ·
51,4: Haacht ·
52,5: Wespelaar-Heike ·
53,4: Wespelaar-Tildonk ·
55,8: Hambos ·
58,3: Wakkerzeelsesteenweg ·
59,4: Wijgmaal ·
64,1: Leuven